# Masoreina

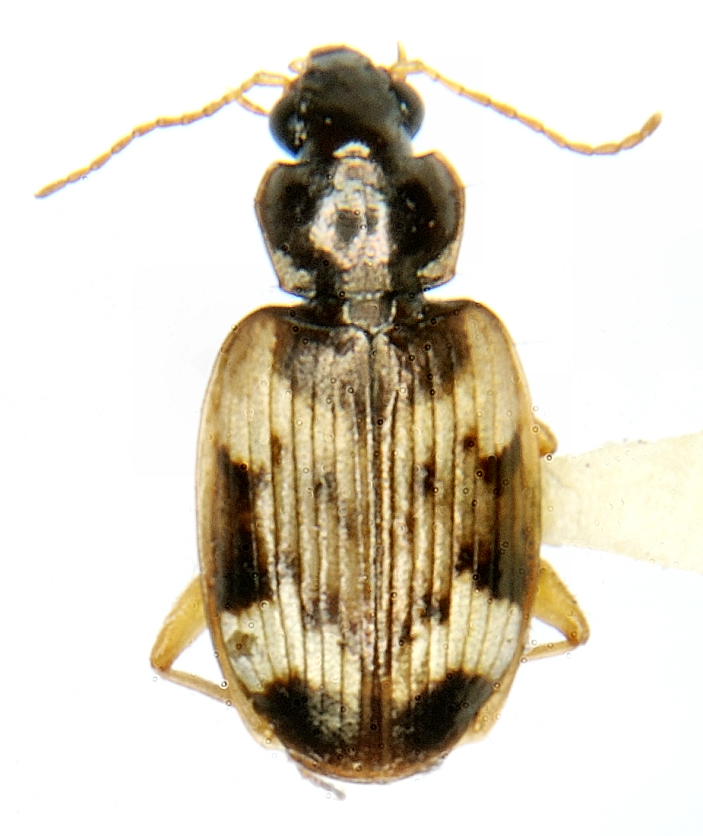
Tetragonoderus fasciatus

Masoreina – podplemię chrząszczy z rodziny biegaczowatych, podrodziny Lebiinae lub Harpalinae i plemienia Cyclosomini.

## Taksonomia
Takson opisany został w 1870 roku przez Maximiliena Chaudoira. Bywał traktowany jako osobna podrodzina Masoreinae.

## Opis
Oczy dobrze rozwinięte. Czułki w całości owłosione, a ich pierwszy człon długi, strzałowaty. Ostatni człon głaszczków szczękowych dobrze rozwinięty. Przedplecze o bocznej przepasce pełnej i wyraźnej. Pokrywy o wierzchołku poprzecznie lub skośnie ściętym, przez co odsłaniają co najmniej ostatni segment odwłoka. Tylne golenie kolczaste, a wierzchołkowy ich kolec długi, wyraźnie dłuższy niż połowa długości pierwszego członu tylnych stóp.

## Rozprzestrzenienie
W Polsce występuje tylko Masoreus watterhallii.

## Systematyka
Opisano dotychczas 10 rodzajów z tego podplemienia:
- Anaulacus Mcleay, 1825
- Atlantomasoreus Mateu, 1984
- Australomasoreus Baehr, 2007
- Leuropus Andrewes, 1947
- Lophidius Dejean, 1831
- Masoreus Dejean, 1821
- Mnuphorus Chaudoir, 1873
- Odontomasoreus Darlington, 1968
- Somoplatodes Basilewsky, 1986
- Somoplatus Dejean, 1829